# Los chilenos - Juan Capra
Los chilenos - Juan Capra (en francés Juan Capra et les Chiliens) es un álbum de estudio de música folclórica, lanzado en 1968 por el sello discográfico francés Barclay Records, e interpretado por los chilenos Quilapayún y Juan Capra. El disco sólo aparece a nombre de este último, puesto que de otro modo Quilapayún violaría el convenio de exclusividad que tenía con la discográfica EMI Odeón.

## Lista de canciones
| Lado A |                                    |                                  |            |          |  |
| N.º    | Título                             | Música                           | Intérprete | Duración |  |
| 1.     | «La huella» (*)                    | popular, Marco Riva              | Quilapayún |          |  |
| 2.     | «Somos pájaros libres»             | Víctor Jara                      | Quilapayún |          |  |
| 3.     | «Los pueblos americanos»           | Violeta Parra                    | Juan Capra |          |  |
| 4.     | «La flor que anda de mano en mano» | popular, Víctor Jara             | Juan Capra |          |  |
| 5.     | «El ángel y el purgatorio»         | popular, Víctor Jara             | Juan Capra |          |  |
| 6.     | «Romance de Juan Hilario Álvarez»  | popular, El Cunuuta, El Millaray | Juan Capra |          |  |

| Lado B |                                                             |                                  |            |          |  |
| N.º    | Título                                                      | Música                           | Intérprete | Duración |  |
| 1.     | «La canción del minero»                                     | popular, Marco Riva              | Quilapayún |          |  |
| 2.     | «La paloma»                                                 | Eduardo Carrasco                 | Quilapayún |          |  |
| 3.     | «Tengo una pena»                                            | Inés Moreno                      | Juan Capra |          |  |
| 4.     | «Contrapunto entre el águila americana y el cóndor chileno» | Juan de la Cruz, Herrera Escorba | Juan Capra |          |  |
| 5.     | «Refalosa del Vietnam»                                      | Salinas, Juan Capra              | Juan Capra |          |  |
| 6.     | «Las pariciones»                                            | popular, Marco Riva              | Juan Capra |          |  |

(*): En lugar de este tema, en otras referencias aparece «El carrero», de Juan Capagorry y Daniel Viglietti.

## Créditos
- Juan Capra

Quilapayún
- Eduardo Carrasco
- Julio Carrasco
- Willy Oddó
- Carlos Quezada
- Patricio Castillo